# Abonneenummer
Een abonneenummer van de vaste telefonie maakt deel uit van een nationaal geografisch telefoonnummer.
In Nederland en België heeft het abonneenummer, afhankelijk van het telefoonnet, 6 of 7 cijfers. Het totaal van net- en abonneenummer heeft in Nederland 10 en in België 9 cijfers.
Belt men binnen het eigen telefoonnet naar een andere abonnee dan is het in Nederland niet noodzakelijk het netnummer van het eigen netnummergebied erbij te gebruiken (in België tegenwoordig wel).
In grotere netten kon men aan de eerste cijfers van het abonneenummer vanouds zien in welke wijk de aansluiting was. Thans is dat minder het geval, doordat men bij verhuizing binnen het telefoonnet het abonneenummer kan behouden.
Het abonneenummer plus het netnummer vormen samen een (nationaal) telefoonnummer.